# عمر بن علی بن ابی‌طالب
ابو القاسم عمر بن علی بن ابی‌طالب الهاشمی القرشی مشهور به عُمَر الاَطرف (درگذشته ۶۸۰ میلادی) از فرزندان علی است. مادر وی صهبای تغلبی است. عمر بن علی از راویان شیعه و اهل سنت است. او در زمان خلافت عمر به دنیا آمد و از همین روی نام او عمر نهاده شد.
بر طبق قول مورخان او از کشته شدگان کربلا بود. برخی دیگر از مورخان آورده‌اند علی بن ابی طالب دو پسر به نام‌های عمر داشته‌است، یکی عمر الاکبر که مادرش ام حبیبه (صهبا) بود و در کربلا حضور نداشت و دیگری عمر اصغر که در کربلا پس از برادرش ابوبکر کشته شد. بعضی عمر بن علی را عمر اکبر و کنیه ابوالقاسم یا ابوحفص یاد کرده‌اند. نام مادرش نیز به اختلاف روایت شده‌است. ابن سعد و یعقوبی اسم مادرش را صهبا (ام حبیب) دختر ربیعه تغلبی دانسته و آورده‌اند که این زن را خالد بن ولید در عین التمر به اسیری گرفت و به مدینه آورد، ولی اینکه در چه سالی علی با او ازدواج کرد اطلاعی در دست نیست. بعضی دیگر نام مادرش را لیلی دختر مسعود دارمی دانسته‌اند.

## زندگی
برخی عمر بن علی را عمر اصغر و کنیه او را ابوالقاسم یا ابوحفص یاد کرده‌اند. نام مادرش به اختلاف گزارش شده‌است. ابن سعد و یعقوبی نام مادرش را صهبا (ام حبیب) دختر ربیعه تغلبی دانسته و آورده‌اند که این زن را خالد بن ولید در عین التمر به اسارت گرفت و به مدینه آورد، اما اینکه در چه سالی علی بن ابی طالب با او ازدواج کرد اطلاعی در دست نیست. برخی دیگر نام مادرش را لیلی دختر مسعود دارمی دانسته‌اند. فخر رازی عمر را کوچکترین فرزند علی بن ابی طالب دانسته‌است.
بنا به نوشته سپهر، علی بن ابی طالب دو پسر به نام‌های عمر داشته‌است: یکی عمرالاکبر که مادرش ام حبیبه بود و در کربلا حضور نداشت و دیگری عمراصغر که پس از برادرش ابوبکر در روز عاشورا به کشته شد.

## نام
بلاذری و ذهبی نوشته‌اند که عمر بن خطاب او را هم نام خود کرد و به او غلامی بخشید. ذهبی در سیر اعلام النبلاء دربارهٔ عمر بن علی می‌گوید: «وی در زمان خلافت عمر زاده شد. عمر وی را هم‌نام خود کرد و غلامی به نام مورق به او بخشید.» وی نام افراد دیگری را نیز تغییر داده‌است.
ترمذی در سنن ترمذی در نقل روایتی از نام عمر برای وی استفاده کرده‌است. ابن بابویه قمی در کتاب الامامه و التبصره در نقل روایتی از نام عمر برای او استفاده کرده‌است. شیخ مفید نیز در کتاب الارشاد در ذکر فرزندان علی بن ابی‌طالب نام عمر را برای وی ذکر می‌کند می‌گوید: «عمر و رقیه دوقلو بودند و مادرشان ام‌حبیبه دختر ربیعه است.»
برخی چون ابن ابی شیبه و یعقوبی نام وی را عمرو گزارش کرده‌اند. یعقوبی نام عمرو را برای وی ذکر می‌کند و در تاریخ یعقوبی می‌نویسد: «و عمرو، مادرش ام‌حبیبه دختر ربیعه بکری است.» ابن ابی‌شیبه نیز در کتاب المصنف در نقل روایتی نام وی را عمرو گزارش کرده‌است.
در مورد نام‌گذاری وی شیعیان و اهل‌سنت دیدگاه‌های مختلف دارند. سید علی شهرستانی در کتاب التسمیات خود دربارهٔ نام‌گذاری عمر فرزند علی بن ابی‌طالب می‌نویسد: «نام‌گذاری عمر بر یکی از فرزندان او از طرف عمر بن خطاب بوده‌است. علی نام‌گذاری عمر را برای فرزند خود از طرف عمر بن خطاب، پذیرفت؛ زیرا اگر نمی‌پذیرفت مشکلات زیادی برای او پدید می‌آمد که بدان محتاج نیست؛ زیرا اسلام در مرحله تأسیس است و وی باید از موجودیت اسلام محافظت بکند.».

## مرگ
دربارهٔ مرگ او اختلاف نظر است. برخی مانند ابن شهر آشوب این فرد را مقتول در کربلا می‌داند اما منابع دیگر به زنده بودن وی در آن تاریخ اشاره می‌کنند.